# Twilight Frontier
Twilight Frontier (japonês: 黄昏フロンティア, Hepburn: Tasogare Furontia), também conhecida como Tasofro ou Tasogare Frontier, é uma desenvolvedora de jogos eletrônicos dōjin japonesa. É conhecida por suas colaborações com for a Team Shanghai Alice (ZUN), que inclui sete jogos oficiais spin-off na série Touhou Project.

## Produções

### Jogos
| Título | Gênero                   | Sistema         | Data de lançamento                         | Note(s) | Ref(s)      |
| --- | ------------------------ | --------------- | ------------------------------------------ | --- | ----------- |
| Eternal Fighter Zero (-RENEWAL-, Blue Sky Edition, Bad Moon Edition, -MEMORIAL-)                                 | Luta                     | Windows         | 11 de agosto de 2000 (Comiket 58)          | Um jogo de luta com personagens de Moon, One, Kanon e Air.                                                                                    | [ 1 ] [ 2 ] |
| Immaterial and Missing Power Tōhō Suimusō (東方萃夢想)                                                           | Luta                     | Windows         | 17 de agosto de 2003 (Comiket 64)          | Primeiro jogo de luta de Touhou Project; uma colaboração com Team Shanghai Alice.                                                             | [ 3 ] [ 4 ] |
| Super Marisa Land Sūpā Marisa Rando (スーパーマリサランド)                                                       | Plataforma               | Windows         | 4 de maio de 2005 (Reitaisai 2)            | Um clone de Super Mario World com a personagem Marisa Kirisame.                                                                               | [ 5 ]       |
| MegaMari MegaMari - Marisa no Yabou (メガマリ - 魔理沙の野望, lit. Marisa's Ambition)                            | Plataforma               | Windows         | 21 de maio de 2006 (Reitaisai 3)           | Um clone de Mega Man 2 com a personagem Marisa Kirisame.                                                                                      | [ 6 ]       |
| Higurashi Daybreak Higurashi Deibureiku (ひぐらしデイブレイク)                                                   | Tiro em terceira pessoa  | Windows         | 13 de agosto de 2006 (Comiket 70)          | Baseado no visual novel Higurashi When They Cry por 07th Expansion. Uma expansão, Higurashi Daybreak Kai, foi lançada em 22 de abril de 2007. | [ 8 ]       |
| PatchCon! Pachukon! (ぱちゅコン！ - Defend the library!)                                                         | Estratégia em tempo real | Windows         | 31 de dezembro de 2007 (Comiket 73)        | Um jogo de estratégia em tempo real com Patchouli Knowledge.                                                                                  | [ 9 ]       |
| Scarlet Weather Rhapsody Tōhō Hisōten (東方緋想天)                                                               | Luta                     | Windows         | 5 de maio de 2008 (Reitaisai 5)            | Segundo jogo de luta de Touhou Project; uma colaboração com Team Shanghai Alice.                                                              | [ 10 ]      |
| Touhou Hisoutensoku Tōhō Hisōtensoku ~ Chōdokyū Ginyoru no Nazo wo Oe (東方非想天則 〜 超弩級ギニョルの謎を追え) | Luta                     | Windows         | 15 de agosto de 2009 (Comiket 76)          | Terceiro jogo de luta de Touhou Project; uma colaboração com Team Shanghai Alice.                                                             | [ 11 ]      |
| New Super Marisa Land Marisa to Muttsu no Kinoko (魔理沙と６つのキノコ)                                          | Plataforma               | Windows         | 14 de agosto de 2010 (Comiket 78)          | Uma sequência para Super Marisa Land. | [ 12 ]      |
| DynaMarisa 3D Daina Marisa 3D (ダイナマリサ３Ｄ)                                                                 | Tiro em terceira pessoa  | Windows         | 1 de maio de 2011 (Comic 1☆5)              | Uma paródia de Earth Defense Force 2017 com Marisa Kirisame.                                                                                  | [ 13 ]      |
| Grief Syndrome Gurīfu Shindorōmu (グリーフシンドローム)                                                          | Plataforma               | Windows         | 12 de agosto de 2011 (Comiket 80)          | Um jogo de rolagem lateral baseado no anime Puella Magi Madoka Magica.                                                                        | [ 14 ]      |
| Komeiji Satori no Jousou Kyouiku (古明地さとりの情操教育, lit. "Satori Komeiji's Mental Education")              | Quebra-cabeça/Plataforma | Windows         | 11 de agosto de 2012 (Comiket 82)          | Um jogo isométrico com Satori Komeiji. | [ 15 ]      |
| Hopeless Masquerade Tōhō Shinkirō (東方心綺楼)                                                                   | Luta                     | Windows         | 26 de maio de 2013 (Reitaisai 10)          | Quarto jogo de luta deTouhou Project; uma colaboração com Team Shanghai Alice.                                                                | [ 16 ]      |
| Shoot Shoot Nitori Shūshū Nito (収集荷取)                                                                        | Shoot 'em up             | Windows         | 11 de maio de 2014 (Reitaisai 11)          | Um danmaku de rolagem lateral apresentando Nitori Kawashiro.                                                                                  | [ 17 ]      |
| Urban Legend in Limbo Tōhō Shinpiroku (東方深秘録)                                                               | Luta                     | Windows         | 10 de maio de 2015 (Reitaisai 12)          | Quinto jogo de luta de Touhou Project; uma colaboração com Team Shanghai Alice.                                                               | [ 18 ]      |
| Urban Legend in Limbo Tōhō Shinpiroku (東方深秘録)                                                               | Luta                     | PlayStation 4   | JP: 8 de dezembro de 2016                  | Quinto jogo de luta de Touhou Project; uma colaboração com Team Shanghai Alice.                                                               | [ 19 ]      |
| Shoot Shoot Nitori: The Golden Shūshū Nito - Kin (収集荷取・金)                                                  | Shoot 'em up             | Windows         | 30 de dezembro de 2015 (Comiket 89)        | Uma sequência para Shoot Shoot Nitori. | [ 20 ]      |
| Antinomy of Common Flowers Tōhō Hyōibana (東方憑依華)                                                            | Luta                     | Windows         | 29 de dezembro de 2017 (Comiket 93)        | Sexto jogo de luta de Touhou Project; uma colaboração com Team Shanghai Alice.                                                                | [ 21 ]      |
| Antinomy of Common Flowers Tōhō Hyōibana (東方憑依華)                                                            | Luta                     | PlayStation 4   | 22 de abril de 2021                        | Sexto jogo de luta de Touhou Project; uma colaboração com Team Shanghai Alice.                                                                | [ 22 ]      |
| Antinomy of Common Flowers Tōhō Hyōibana (東方憑依華)                                                            | Luta                     | Nintendo Switch | 22 de abril de 2021                        | Sexto jogo de luta de Touhou Project; uma colaboração com Team Shanghai Alice.                                                                | [ 23 ]      |
| MarisaLand Legacy Marisarando Regashi (マリサランド・レガシィ)                                                   | Plataforma               | Windows         | 14 de outubro de 2018 (Autumn Reitaisai 5) | Um remake de Super Marisa Land. | [ 24 ]      |
| Sunken Fossil World Tōhō Gōyoku Ibun ~ Suibotsushita Chinshū Jigoku (東方剛欲異聞 ～ 水没した沈愁地獄)           | Bullet hell/Plataforma   | Windows         | 24 de outubro de 2021                      | Primeiro jogo de plataforma de Touhou Project; uma colaboração com Team Shanghai Alice.                                                       | [ 25 ]      |
| Sunken Fossil World Tōhō Gōyoku Ibun ~ Suibotsushita Chinshū Jigoku (東方剛欲異聞 ～ 水没した沈愁地獄)           | Bullet hell/Plataforma   | Nintendo Switch | 20 de outubro de 2022                      | Primeiro jogo de plataforma de Touhou Project; uma colaboração com Team Shanghai Alice.                                                       | [ 26 ]      |

### CDs musicais
- Higurashi Daybreak OST' (ひぐらしデイブレイク OST, 2004-04-22)[27]
- New Super Marisa Land OST (魔理沙と６つのキノコ OST, lit. "Marisa and Six Mushrooms OST"; 2010-12-30)[28]

Colaborações com Team Shanghai Alice
- Immaterial and Missing Power OST (幻想曲抜萃, Gensōkyoku Bassui, 2005-08-14)[29]
- Scarlet Weather Rhapsody OST (全人類ノ天楽録, Zenjinrui no Tengakuroku Tōhō Hisōten, 2008-08-16)[30]
- Touhou Hisoutensoku OST (核熱造神ヒソウテンソク, Kakunetsuzōshin Hisōtensoku, 2009-12-30)[31]
- Hopeless Masquerade OST (暗黒能楽集・心綺楼, Ankoku Nōgakushū, 2013-08-12)[32]
- Urban Legend in Limbo OST (深秘的楽曲集　宇佐見菫子と秘密の部室, Shinpiteki Gakkyokushū ~ Usami Sumireko to Himitsu no Bushitsu, 2015-08-14)[33]
- Urban Legend in Limbo OST 2 (深秘的楽曲集・補 東方深秘録初回特典CD, Shinpiteki Gakkyokushū - Ho ~ Tōhō Shinpiroku Shokai Tokuten CD, 2016-12-08)[34]
- Antimony of Common Flowers OST (完全憑依ディスコグラフィ, Kanzenhyōi Disukogurafi, 2018-05-06)[35]

## Membros principais
- Unabara Iruka (海原海豚) — Produtor Geral/Gráficos de Personagens/Gráficos de Sistema/Script/Efeitos Sonoros
- Nono Tarō (ののたろう) — Programador Chefe
- KuMa — Programador Assistente
- alphes — Gráficos de Personagens
- Specter (スペクター) — Gráficos de Personagens
- Hasegawa Iwashi (長谷川イワシ) — Gráficos de Personagens, Gráficos de Fundo
- GOME — Gráficos de Personagens
- JUN — Efeitos Sonoros
- Uni Akiyama (あきやまうに) a.k.a. U2 — Música
- NKZ — Música

## Links externos
- Twilight Frontier - site oficial (em japonês)
- @tasofro - Conta do Twitter da Twilight Frontier (em japonês)